# Todo es posible en domingo
Todo es posible en domingo és un programa de TVE, que es va emetre durant 26 tardes de diumenge l'any 1974, que va venir a emplenar el buit deixat per un programa de caràcter similar titulat Tarde para todos.

## Format
Es tractava d'un espai de varietats, de quatre hores de durada i amb diferents continguts: entrevistes, concursos, humor, actuacions musicals, etc. Estava dirigit per Pedro Amalio López -amb l'ajudant de realització Hugo Stuven- i presentat per Juan Antonio Fernández Abajo (esporte), Marisa Medina (música), Kiko Ledgard (concursos) i Tico Medina (entrevistes).

## Presentació
Entre els seus col·laboradors habituals es trobaven Paco Costas, aconsellant sobre un adequat comportament en la conducció, María Luisa Seco en l'espai infantil Zoo loco, Fernando Jiménez del Oso, per tractar de misteris, el Doctor Rosado, en temes de salut i l'humor de Tip y Coll.